# 星空のアリア
「星空のアリア」（ほしぞらのアリア）は、1968年12月1日に日本グラモフォンから発売されたザ・キング・トーンズの2枚目のシングル。

## 概要
- 前作「グッド・ナイト・ベイビー」発売から数か月を経ても目立った反響を得られなかったため、第2弾として発表されたシングルであるが、時期を同じくして「グッド・ナイト・ベイビー」が仙台で話題となり、全国に波及する兆候が見られたことから、プロモーションを集中させるために早期に廃盤となった。このため市場での流通量は少数にとどまった。
- 前作が「R&B演歌」と称してプロモーションが行われたのに対して、本曲ではイントロにチューブラーベルを起用したり、サビで演奏されるオルガンの旋律にJ.S.バッハ『G線上のアリア』との類似性が見られることからも、前年に世界的にヒットしたプロコル・ハルム「青い影」に見られる、クラシック音楽とポピュラー音楽の融合を歌謡曲に反映させた作品として位置づけられる。

## 収録曲
1. 星空のアリア　（ARIA）
作詞：大日向俊子 作曲：早川博二 編曲：早川博二
2. 私の恋人　（MY BABY）
作詞：加生スミオ 作曲：加生スミオ 編曲：早川博二